# Проституция в Австрии
Проституция в Австрии является легальной деятельностью. 
| Год         | Женщины | Мужчины |
| ----------- | ------- | ------- |
| 1874        | 6424    |         |
| 1913        | 1879    |         |
| 1920        | 1387    |         |
| 1993        | 711     |         |
| 2003        | 460     | 14      |
| 2004        | 625     |         |
| 2006        | 1132    | 18      |
| Апрель 2007 | 1352    | 21      |
| Ноябрь 2008 | 1728    |         |

## История
Проституция была полностью запрещена Марией Терезией в 1751 году.
6 февраля 1873 года был принят статут о проституции.
Законы против бродяжничества 1885 года карали и проституток, и их клиентов, и посредников. В 1973 году Конституционный суд постановил, что этот закон противоречит Конституции. Новый Уголовный кодекс, принятый в 1974 году, оставил только наказание за сутенёрство.  
Большинство австрийских проституток — иммигранты из Восточной Европы ; 78 % — иностранки .
На начало апреля 2007 года 1352 женщина и 21 мужчина были официально зарегистрированы в Вене как практикующие проституцию.
Число официально работающих в Австрии проституток варьируется между 3500 и 6000; обслуживается около 15 000 клиентов в день.

## Интересные факты
В 2003 году самой пожилой из официально зарегистрированных проституток была австрийка в возрасте 71 года, работающая во Втором округе столицы Австрии.

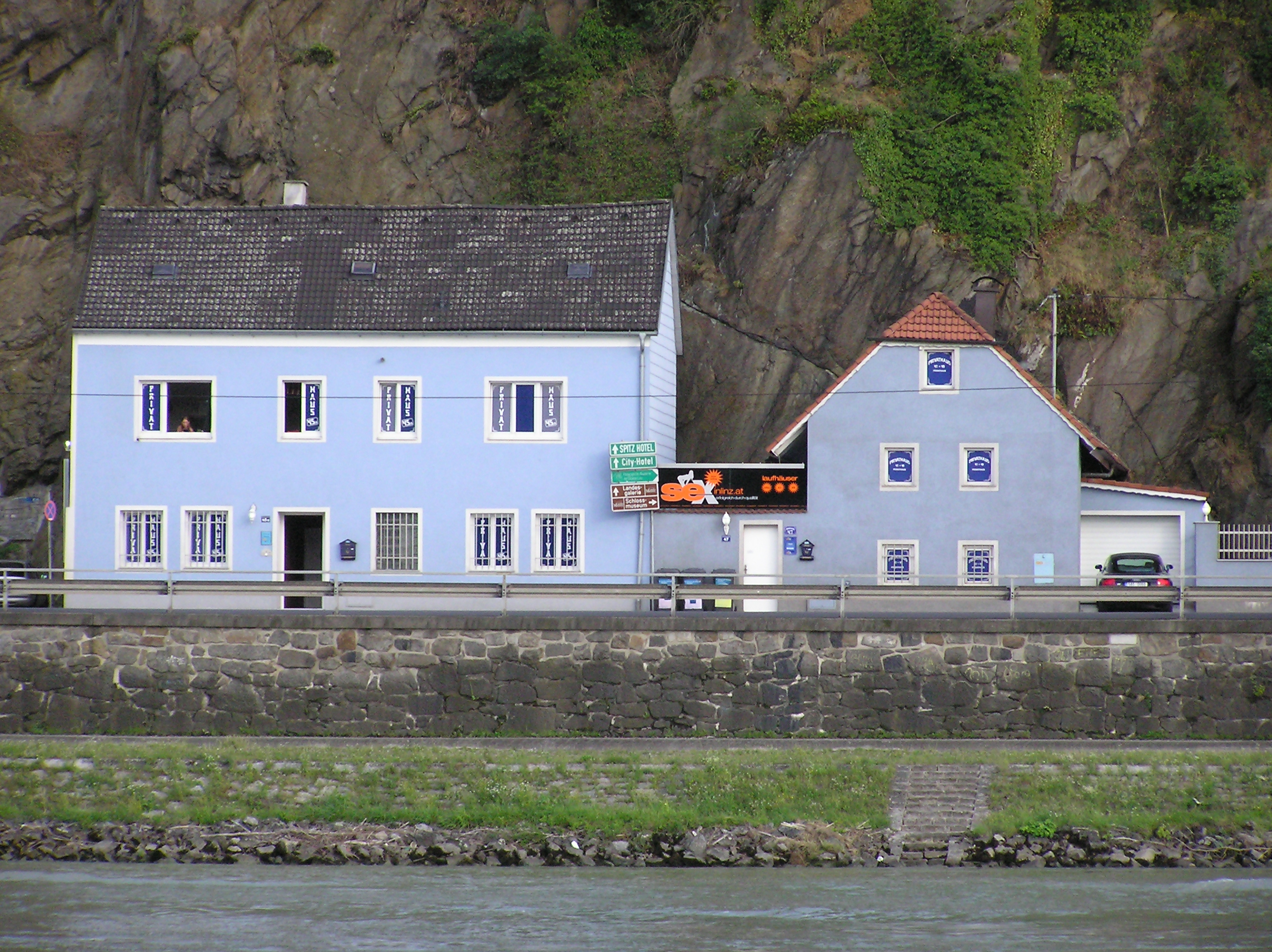
Бордель в городе Линц

## Законы
Проституция регулируется местным законодательством. Но «ночные бабочки» обязаны проходить медицинское освидетельствование. Оговорены места и время работы проституток.
Решением Верховного суда (1989) закреплено право требовать с клиента плату за оказанные услуги.
С точки зрения закона, проститутки занимаются предпринимательством и обязаны платить налоги (с 1986 года).
Мужская (гомосексуальная) проституция легализована в 1989 году. Мотивом легализации стала борьба со СПИДом.